# Innocenzo Fraccaroli

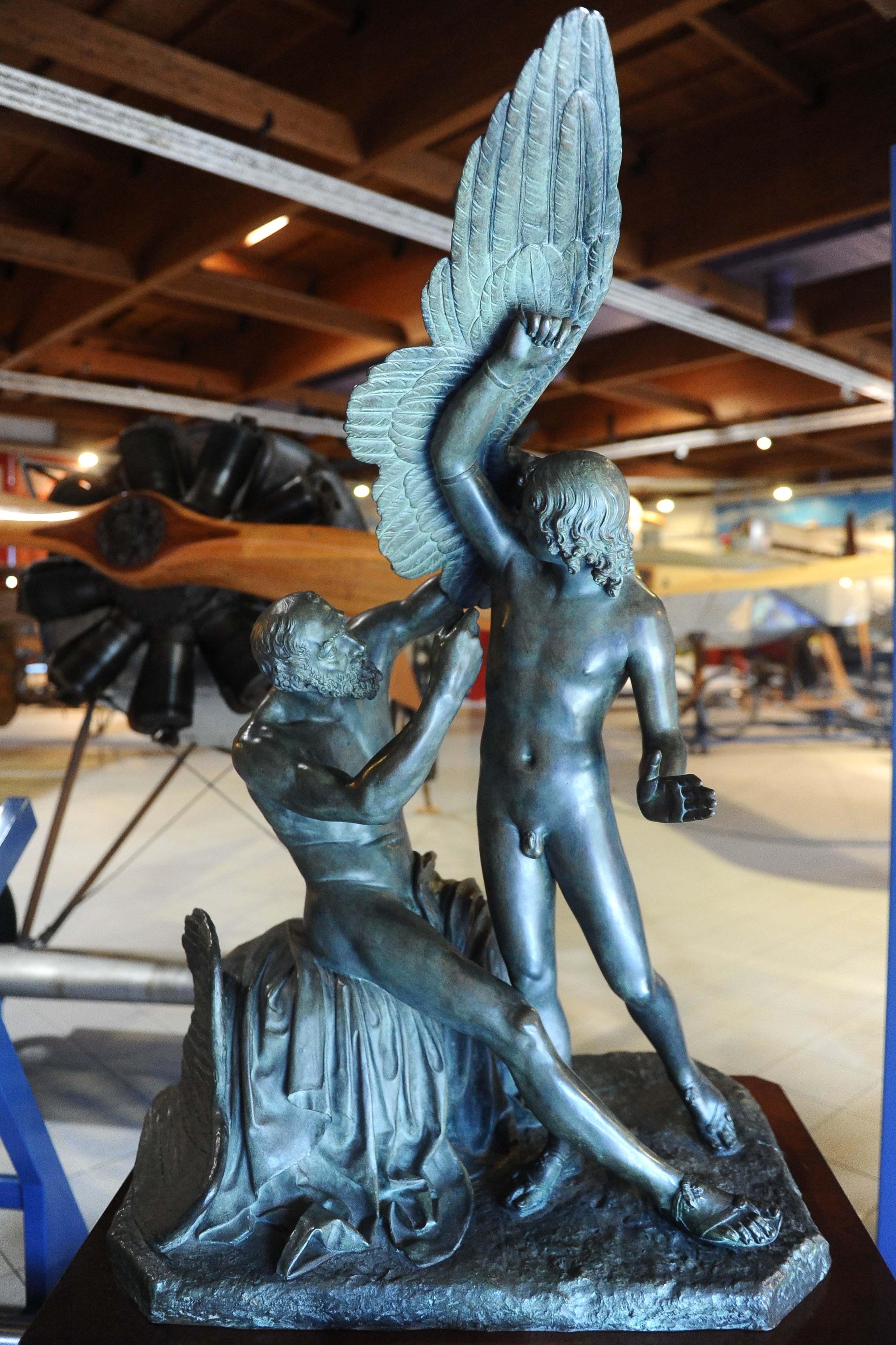
Innocenzo Fraccaroli, Dedalo attacca le ali a Icaro (1829)

Innocenzo Fraccaroli, född den 28 december 1805 i Castelrotto, död den 29 april 1882 i Milano, var en italiensk bildhuggare.
Fraccaroli gjorde i Venedig, Milano och Rom studier efter Thorvaldsen och Tenerani. Han var 1842-1863 professor vid konstakademien i Florens och flyttade därefter till Milano. Bland hans i akademisk stil hållna verk märks Barnamordet i Betlehem (1817, kolossal marmorgrupp, i Wiens konsthistoriska museum), Eva, Den sårade Akilles, Daidalos och Ikaros samt Atala och Chactas.